# Brodersby (Angel)
 For alternative betydninger, se Brodersby. (Se også artikler, som begynder med Brodersby)
Brodersby er en landsby beliggende nord for Slien og Mysunde i det sydlige Angel i Sydslesvig. Administrativt hører landsbyen under Brodersby-Goltoft kommune i Slesvig-Flensborg kreds i den nordtyske delstat Slesvig-Holsten. Brodersby var en selvstændig kommune indtil den blev sammanlagt med nabokommunen Goltoft den 1. marts 2018. Den forhenværende kommune bestod af bebyggelserne Bregnerød eller Bregnrød (Brekenrude), Borg/Mysunde (Burg/Missunde), Gejl (Geel), Gejlbyholt (Geelbyholz), Knøs eller Knuds Næs (Knös) og godset Rojum (på ældre dansk også Røjem og Rødum, på tysk Royum) med Rojumskov. I kirkelig henseende hører landsbyen til Brodersby Sogn. Sognet lå i Slis Herred (Gottorp Amt, Sønderjylland), da området tilhørte Danmark.
Ved Brodersby forbinder en lille kabeltrukne færge eller pram byen med Mysunde på fjordens modsatte side. Sundet mellem Brodersby og Mysunde er med 120 meters bredde fjordens smalleste sted. Lidt vest for Brodersby når Slien en bredde af godt fire kilometer (Store Bredning). Overgangsstedet ved Brodersby og Mysunde var derfor et af nøglepunkterne i de dansk-tyske krige.
Allerede omkring 1120 blev fæstningen Borg oprettet, og regnes med til Dannevirkes forsvarsvolde. Senere opstod den såkaldte Margretevold, som er opkaldt efter Margrete Sambiria.
Den tårnløse, romanske Brodersby Kirke stammer fra 1100-tallet. Kirken blev i 1800-tallet udvidet med en tilbygget klokkestabel af træ mod vest og et våbenhus mod nord. Af inventaret kan nævnes en prædikestol fra 1726, en romansk granitdøbefont fra 1100-tallet samt et sengotisk korbuekrucifiks fra 1400-tallet. På kirkegården findes en mindesten for 28 danske faldne fra kampene den 12. september 1850.
Den lille øst for landsbyen beliggende odde Knøs beskriver måske en højde, et skær i havet eller en bakke (sml. Knøsen i Vendsyssel og ved Langballe Å). Efter en anden forklaring er navnet en sammentrækning af Knuds Næs eller Knuds Ås. Stednavnet refererer dermed til Knud Lavard. Det formodes, at Knud Lavard opførte en fæstning her på stedet i 1100-tallet. Af fæstningen er der nu ingen rester tilbage. Op til omtrent 1830 var odden skovklædt, nu er der flere sommerhuse. På den Knøs modsatte odde stod tidligere et hus, som kaldtes Erikshus, måske har huset fået navn efter den myrdede kong Erik.
Ved Slien findes en lystbådehavn, en restaurant og en campingplads.

## Billeder
- Grav fra en dansk veteran fra krigen i 1864 på kirkegården
- Kirkerummet
- Brodersby og Mysunde på et dansk kort fra 1850